# Indonesian Airlines

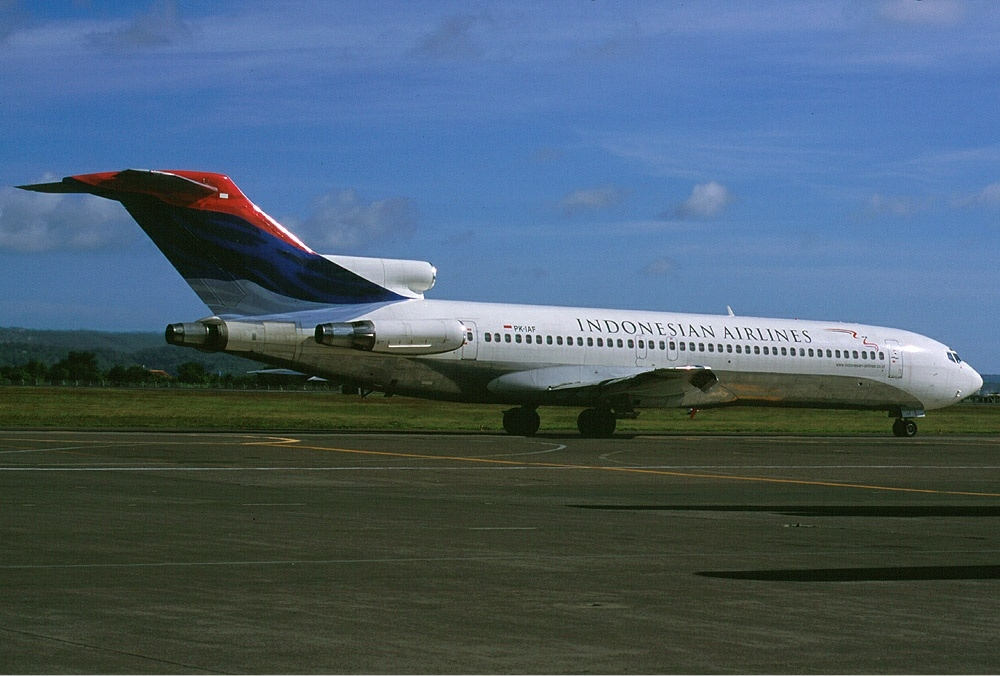
Indonesian Airlines

Indonesian Airlines (PT Indonesian Airlines Aviapatria) was een Indonesische luchtvaartmaatschappij. Het is een luchtvaartmaatschappij met als basis Jakarta, Indonesië. Indonesian Airlines heeft alleen binnenlandse vluchten.